# Карло Ђулијани
Карло Ђулијани (Рим, 14. март 1978 — Ђенова, 20. јул 2001) је био италијански активиста и анархиста којег је током демонстрација против Групе 8 у Ђенови 2001. године убила италијанска полиција.
Ђулијани је убијен 20. јула 2001. године на демонстрацијама које су трајале од 19. до 21. јула. Возило карабинијера је било опкољено и неколико демонстраната је покушало да разбије прозоре возила са даскама и металним шипкама. Усред тог нереда Карло Ђулијани је покушао да разбије прозор полицијског возила апаратом за гашење пожара. Недуго затим је погођен у главу из близине, из ватреног оружја пуцао је један карабинијер. Након што је пао на земљу прегажен је полицијским џипом.
Велики број питања око Ђулијанове смрти је остао без одговора. Маријо Плаканика, карабинијер који га је убио је изјавио да је то урадио у самоодбрани и није му суђено.
Ђулијанија су поштовали антиглобалисти и анархисти. Анархопанк бенд Конфликт је међу првима издао песму посвећену њему. Затим су их следили још неки бендови - шпански ска бенд Ска-П, енглески поп бенд Чамбавамба и ирски фолк бенд Линчед. Међу њима је и хрватски краст панк бенд АК47 који јеЂулијанију такође посветио једну песму. У Италији је настао покрет који носи његово име - Бригада Карла Ђулијанија. Такође, у Хрватској је отворена библиотека која носи његово име.